# Hertník
Hertník és un poble i municipi d'Eslovàquia. Es troba a la regió de Prešov, al nord del país.

## Història
La primera referència escrita de la vila data del 1351.

## Demografia
| Godina             | 1994 | 2004   | 2014   | 2024   |
| ------------------ | ---- | ------ | ------ | ------ |
| Nombre de persones | 970  | 1004   | 1025   | 1010   |
| Diferència         |      | +3,50% | +2,09% | −1,46% |

| Godina             | 2023 | 2024   |
| ------------------ | ---- | ------ |
| Nombre de persones | 1005 | 1010   |
| Diferència         |      | +0,49% |